# Guaraqueçaba
Guaraqueçaba est une municipalité brésilienne de l'État du Paraná.
Sa population était estimée à 7 843 habitants en 2009 et s'étend sur 2 018,906 km2.
Elle fait partie de la Microrégion de Paranaguá dans la Mésorégion métropolitaine de Curitiba.

## Maires
| Période | Période | Identité         | Étiquette | Qualité |
| ------- | ------- | ---------------- | --------- | ------- |
| 2009    | 2012    | Riad Said Zahoui | PSB       |         |